# Ursmar Depotte
Ursmar Leon Depotte (Mainvault, 4 oktober 1872 - Irchonwelz, 4 augustus 1964) was een Belgisch volksvertegenwoordiger, senator en burgemeester.

## Levensloop
Depotte stamde uit een familie van landbouwers en was de oudste in een gezin met zeven kinderen. Hij ging tot zijn elfde naar school en daarna hielp hij mee in het bescheiden landbouwbedrijf van zijn ouders in Mainvault, dat hij later overnam. In 1892 werd hij uitgeloot om drie jaar militaire dienst te vervullen. In het leger kwam hij in aanraking met het socialisme en in 1894 moest hij vanwege het lezen van de socialistische krant Le Peuple drie dagen in het cachot doorbrengen. Na zijn legerdienst werkte Depotte even in Frankrijk, tot hij na zijn huwelijk in 1895 zelfstandig landbouwer werd in Irchonwelz. Hij was eigenaar van twee hectare en 33 are grond en huurde nog eens 5 are grond. In 1925 ging zijn boerderij failliet, volgens Depotte omdat hij vanwege zijn socialistische politieke activiteiten geboycot werd, al zorgde de uitgestrektheid van het bedrijf ervoor dat het beheer ervan instabiel was.
In 1911 werd Depotte voor de socialistische POB verkozen tot gemeenteraadslid van Irchonwelz. Nadat de socialisten er bij de gemeenteraadsverkiezingen van oktober 1932 de absolute meerderheid behaalden, werd hij er burgemeester, een functie die hij bekleedde tot in 1946. Tijdens de Tweede Wereldoorlog werd hij in december 1941 afgezet als burgemeester, omdat hij weigerde in te gaan op vorderingen van de Duitse bezetter. 
Gedurende de Eerste Wereldoorlog was Depotte aangesloten bij de Henegouwse afdeling van het Nationaal Hulp- en Voedingskomiteit. In 1924 werd hij lid van het comité van de socialistische federatie van het arrondissement Doornik-Aat en hij zetelde eveneens in de agrarische commissie binnen de Belgische Werkliedenpartij. Vanaf de verkiezingen van 1919 stond Depotte als opvolger op de socialistische Kamerlijst voor dat arrondissement. In juli 1931 werd hij effectief lid van de Kamer van volksvertegenwoordigers in opvolging van de overleden Joseph Defaux en voleindigde diens mandaat tot het einde van de legislatuur in 1932. Na het overlijden van Emile Carlier werd Depotte in januari 1934 opnieuw volksvertegenwoordiger, een mandaat dat hij ditmaal vervulde tot in 1946. 
Als parlementslid concentreerde hij voornamelijk op landbouwkwesties en verdedigde hij de belangen van kleine landbouwers. Depotte eiste onder meer een herziening van de pachtcontracten voor landbouwers en drong erop aan om deze te verlengen tot achttien jaar, met een langere opzegtermijn voor het verbreken van de pacht. In 1938 was hij mede-indiener van drie wetsvoorstellen die de positie van kleine landbouwers moest versterken: de oprichting van een gemengde commissie van pachters en grondeigenaars die zich zou bezighouden met de herziening van pachtovereenkomsten, de oprichting van landbouwcommissies die de vertegenwoordiging van kleine landbouwers mogelijk moest maken en de betaling van grondbelasting door eigenaars van gronden. Daarnaast nam Depotte deel aan het eerste congres van Waalse socialisten, waar hij de belangen van kleine landbouwers verdedigde, en was hij van 1920 tot aan zijn overlijden in 1964 lid van de raad van beheer van de provinciale landbouwschool in Aat en vanaf 1931 beheerder van de landbouwschool in Vloesberg.
Na de Bevrijding in 1944 kwam Depotte in conflict met de socialistische federatie van Doornik-Aat. Er werd hem aangewreven dat hij na zijn afzetting als burgemeester er bij Gérard Romsée, onder Duitse vlag secretaris-generaal van Binnenlandse Zaken en Volksgezondheid, op had aangedrongen om hem in deze functie te herstellen. Hoewel Depottes verzoek niet werd ingewilligd en hem geen collaboratie ten laste kon worden gelegd, eiste de socialistische federatie van Doornik-Aat dat hij al zijn politieke mandaten moest neerleggen. Depotte weigerde en sloot zich in augustus 1945 aan bij de communistische PCB.
Voor de verkiezingen van februari 1946 kreeg Depotte van zijn partij de positie van lijsttrekker van de Senaatslijst voor het arrondissement Doornik-Aat toegewezen. Hij raakte niet verkozen, maar bemachtigde daarna wel het mandaat van provinciaal senator voor Henegouwen, een ambt dat hij bekleedde tot in 1949. Ook in de Senaat verdedigde hij voornamelijk de belangen van kleine landbouwers. Bij de verkiezingen van 1949 moest hij zijn positie als lijsttrekker in Doornik-Aat afstaan aan de jongere André Delrue, hetgeen het einde van zijn parlementaire loopbaan betekende. Niettemin bleef hij voor de rest van zijn leven een trouwe militant van de communistische partij.